# 北海道七飯高等学校
北海道七飯高等学校（ほっかいどうななえこうとうがっこう、Hokkaido Nanae High School）は、北海道亀田郡七飯町にある公立（道立）の高等学校である。全日制普通科。

## 学校概要

### 校訓
- 学：それは自ら学び、より高度な知識と技能を習得し、創造的思考力と実践力を身につけることである。
- 鍛：それは自らを鍛え、強い意志とたくましい心身を育て、明るく豊かな生活を送る基盤となすものである。
- 敬：それは自らを修め、人格を陶冶し高い品性を身につけ、他に対して敬愛と寛容の心をもつことである。

### スクールカラー
- ブルー（学）：「澄みきった紺ぺきの空、清く透きとおる大沼の湖水」高い理想を求め、希望に満ちた豊かな心を持ち続けたい。
- エンジ（鍛）： 「肥よくな土地と色鮮やかなツツジの花」若い情熱を燃やし、何事にも屈しないたくましい精神力を身につけたい。
- グリーン（敬）：「草木の新緑と豊かな稔り」自然の恩恵に感謝し、敬愛と協調の精神を培い、人格の陶冶に努めたい。

## 部・局・同好会活動

### 文化系
- 放送局
- 吹奏楽局
- ボランティア局
- 科学部
- 写真 部
- 茶道部
- 美術部

### 運動系
- 陸上競技部
- バドミントン部
- ソフトテニス部
- 野球部
- 女子バレーボール部
- 女子バスケットボール部
- 男子バスケットボール部
- ラグビー部
- サッカー部
- 剣道部

## 沿革
- 1983年 - 開校

## アクセス
- JR函館本線七飯駅より徒歩14分

## 出身者
- 笠原雄太 - 元ヤマハ発動機ジュビロ主将、日野自動車レッドドルフィンズ所属
- 大野勇樹 - プロレスラー、みちのくプロレス所属
- 近藤奈保妃 - 女優